# Darwineum

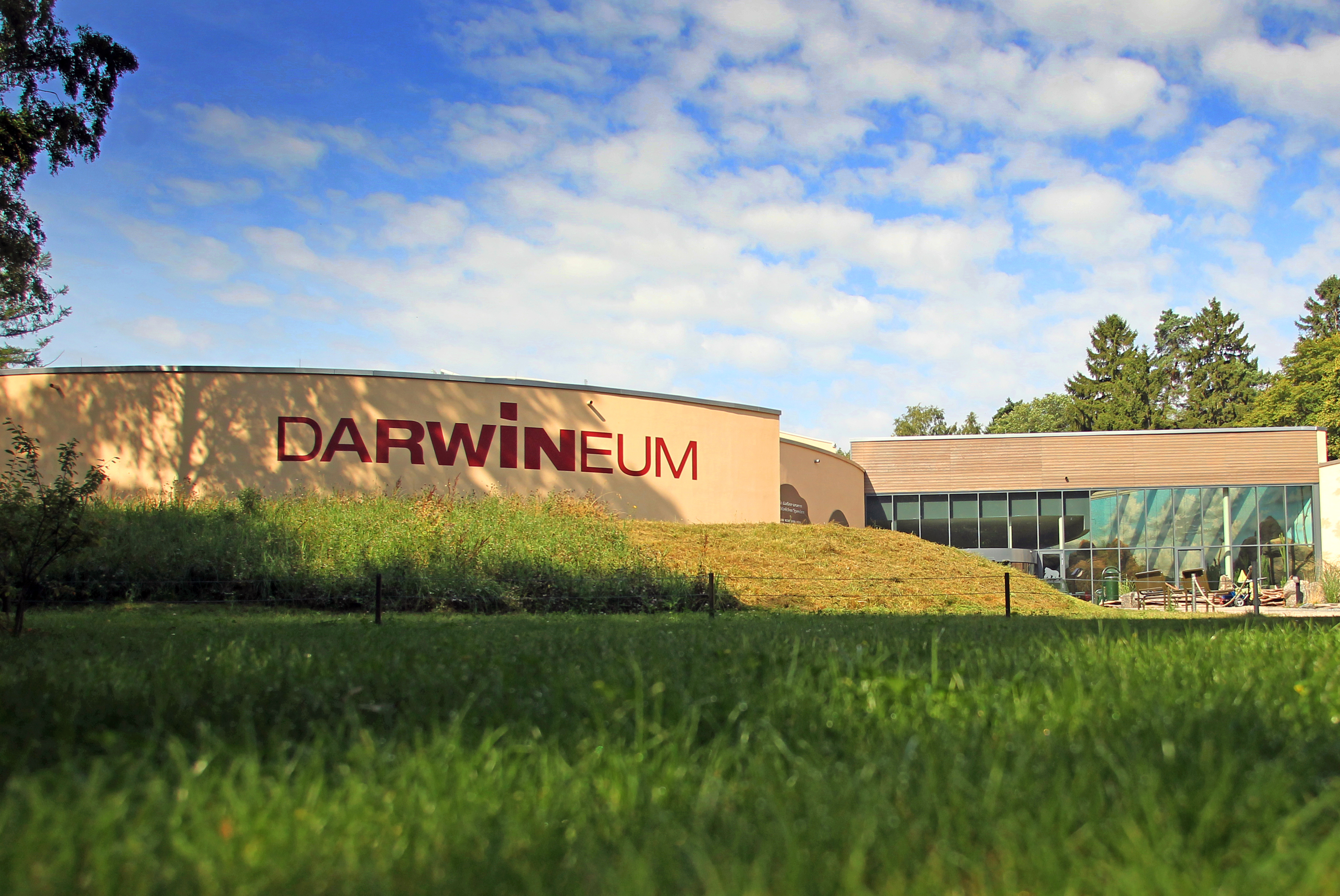
Darwineum

Das Darwineum im Zoologischen Garten Rostock, das am 7. September 2012 eröffnet wurde, verbindet museale Ausstellung mit zoologischer Sammlung. Auf insgesamt 20.000 Quadratmetern leben hier mehr als 80 Tierarten, darunter Westlicher Flachlandgorilla, Borneo-Orang-Utan, Katta, Zwergseidenäffchen, Schnabeligel, Schlammspringer und Axolotl. Mit Kosten in Höhe von 28,94 Millionen Euro war es das größte Bauprojekt in der Geschichte des Rostocker Zoos.
In zwei interaktiven Ausstellungsbereichen wird die biologische Vielfalt des Lebens im Zuge der Evolution gezeigt. Zu sehen sind hier unter anderem lebende Fossilien, Aquarien und Deutschlands größter Quallenkreisel. Zentrum des Darwineums ist die Tropenhalle. Das 4000 Quadratmeter große Tropenhaus beherbergt die Gorillas und Orang-Utans. Die Menschenaffen leben hier vergesellschaftet mit Brazzameerkatzen und Gibbons in naturnahen Lebensräumen.

## Evolutionsausstellung
Die Evolutionsausstellung widmet sich der Frage, wie das Leben auf der Erde entstand. Anhand von Grafiken, Tafeln und Fossilien werden die Entwicklungsetappen dokumentiert. In insgesamt acht „Kojen“ werden die Informationen mit Exponaten und Tieren vertieft.

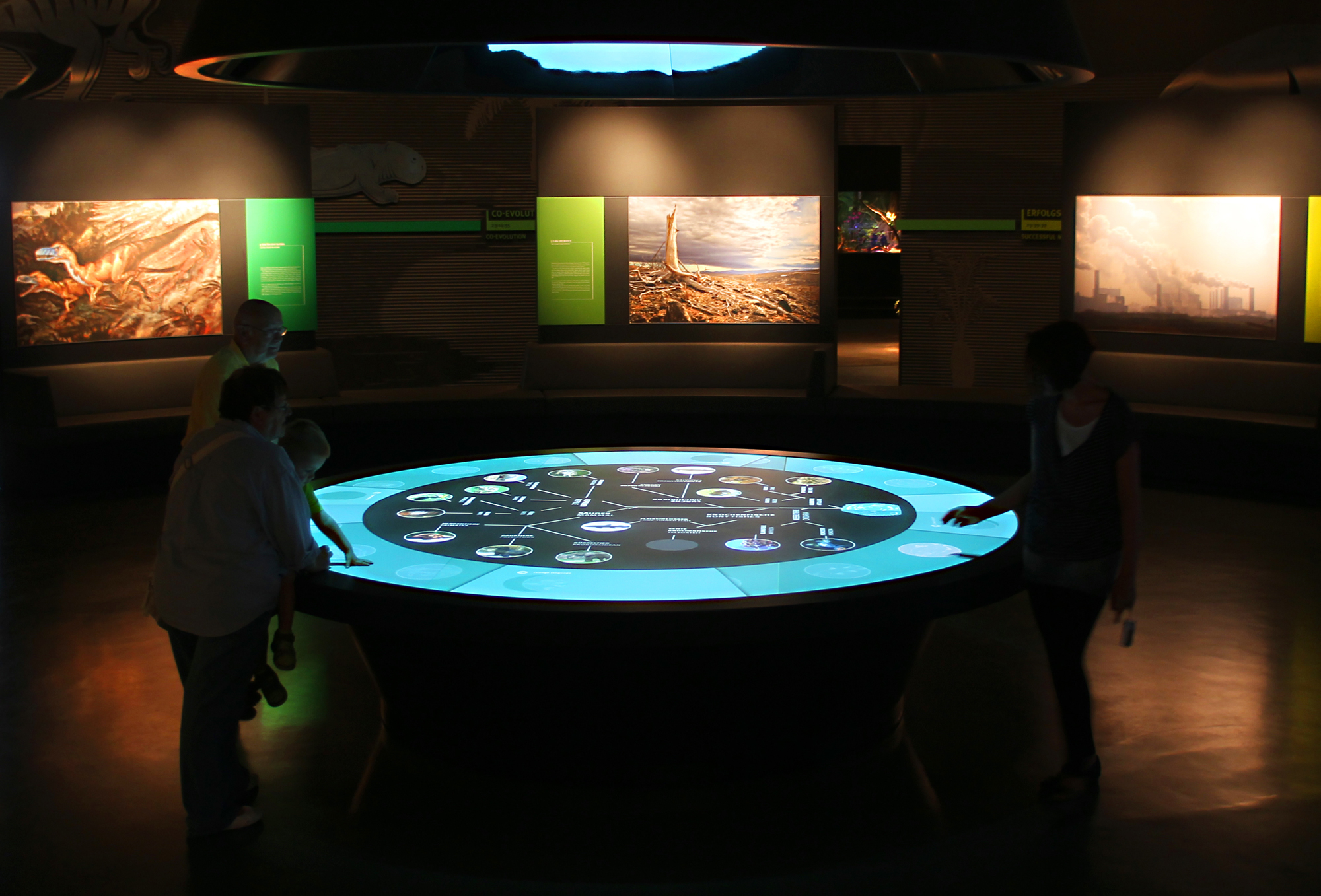
Rotunde im Darwineum

Das Leben und Werk von Charles Darwin findet im Foyer Würdigung. Die Besucher erfahren etwas über seine Ideen und Thesen. Von seiner Reise brachte Charles Darwin Galapagos-Riesenschildkröten mit, die er auf den Galapagosinseln entdeckte. Vier Vertreterinnen dieser Landschildkrötenart sind ebenfalls im Foyer des Darwineum zu sehen.
Der „Prolog“ befasst sich mit dem Urknall und in der Rotunde können die Besucher geologische Prozesse (Kontinentaldrift oder geologische Hotspots) und die Wanderung der Menschen nachvollziehen.
Die erste Themenkoje zeigt, wie vor etwa vier Milliarden Jahren erste einfache organische Verbindungen die Voraussetzung für die Entstehung von Leben auf der äußerst lebensfeindlichen Erde fanden und in den Urozeanen die ersten Zellen entstanden, die sich mittels einer einfachen Membran von der Umwelt abschirmen.

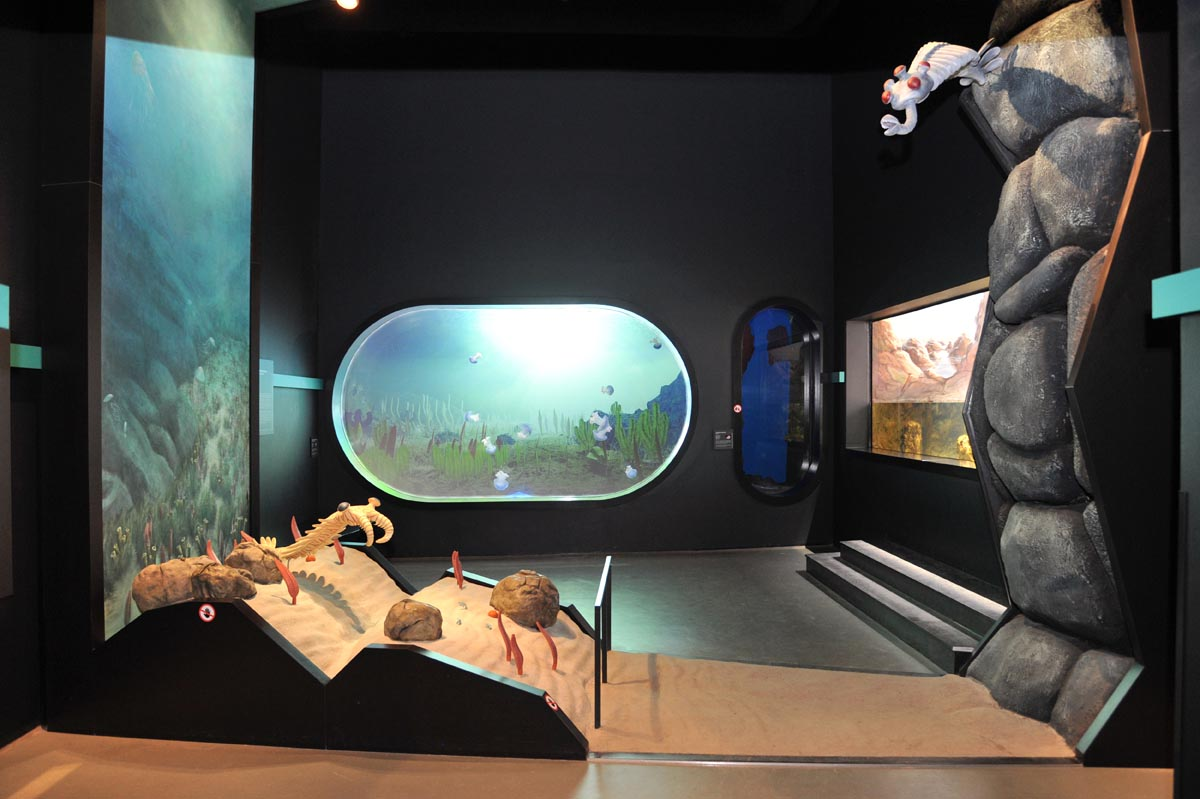
Quallenkreisel im Darwineum

In der zweiten Koje lebt der „Ozean der Wundertiere“ in Deutschlands größtem Quallenkreisel und dem Nautilus-Aquarium auf. Mit den Pfeilschwanzkrebsen im benachbarten Paludarium können lebende Fossilien beobachtet werden. Diese gab es bereits im Kambrium und sie leben noch heute an der amerikanischen Atlantikküste und in Südostasien.

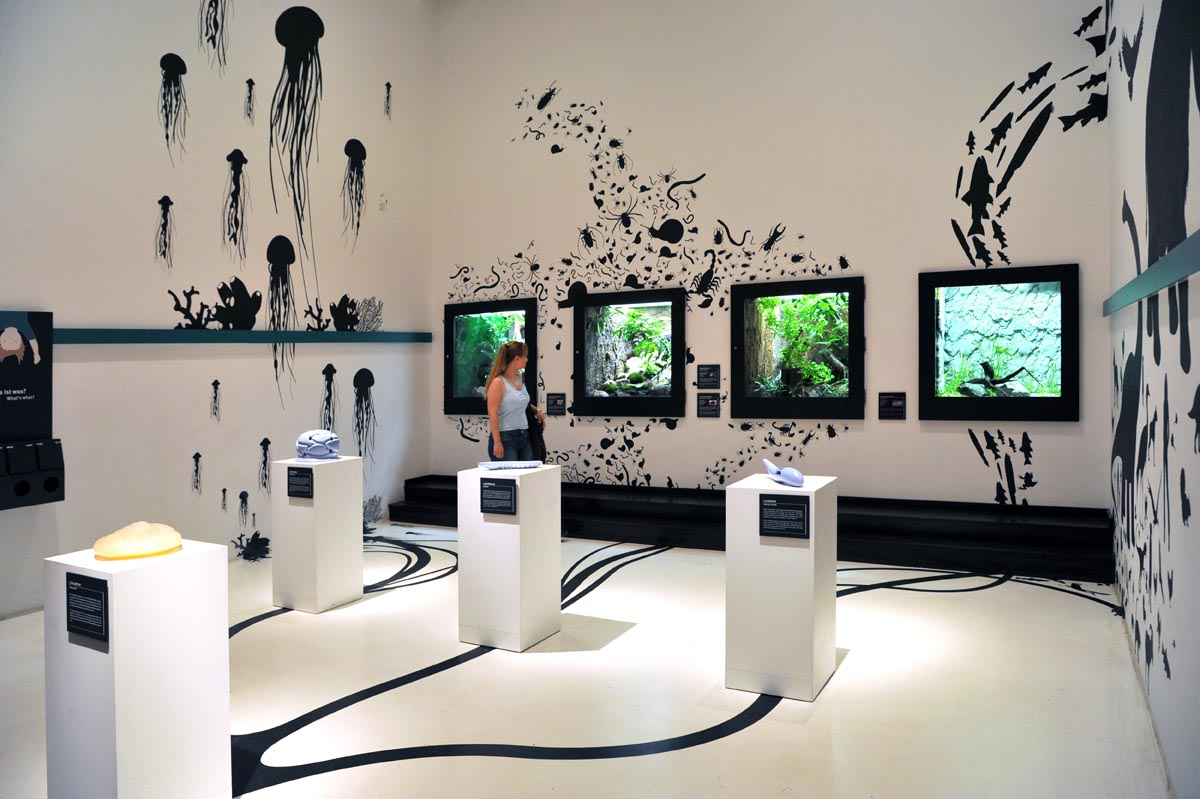
Bausteine des Lebens

In Koje drei wird eine Theorie gezeigt, wie sich die unterschiedlichen Körperkonstruktionen entwickelt haben, und die Besucher widmen sich den „Bauplänen des Lebens“ – mithilfe von Tafeln, Modellen und auch lebenden Vertretern wie dem Afrikanischen Riesentausendfüßer, der Tiger-Achatschnecke, dem Wandelnden Blatt oder Indischen Glaswelsen.

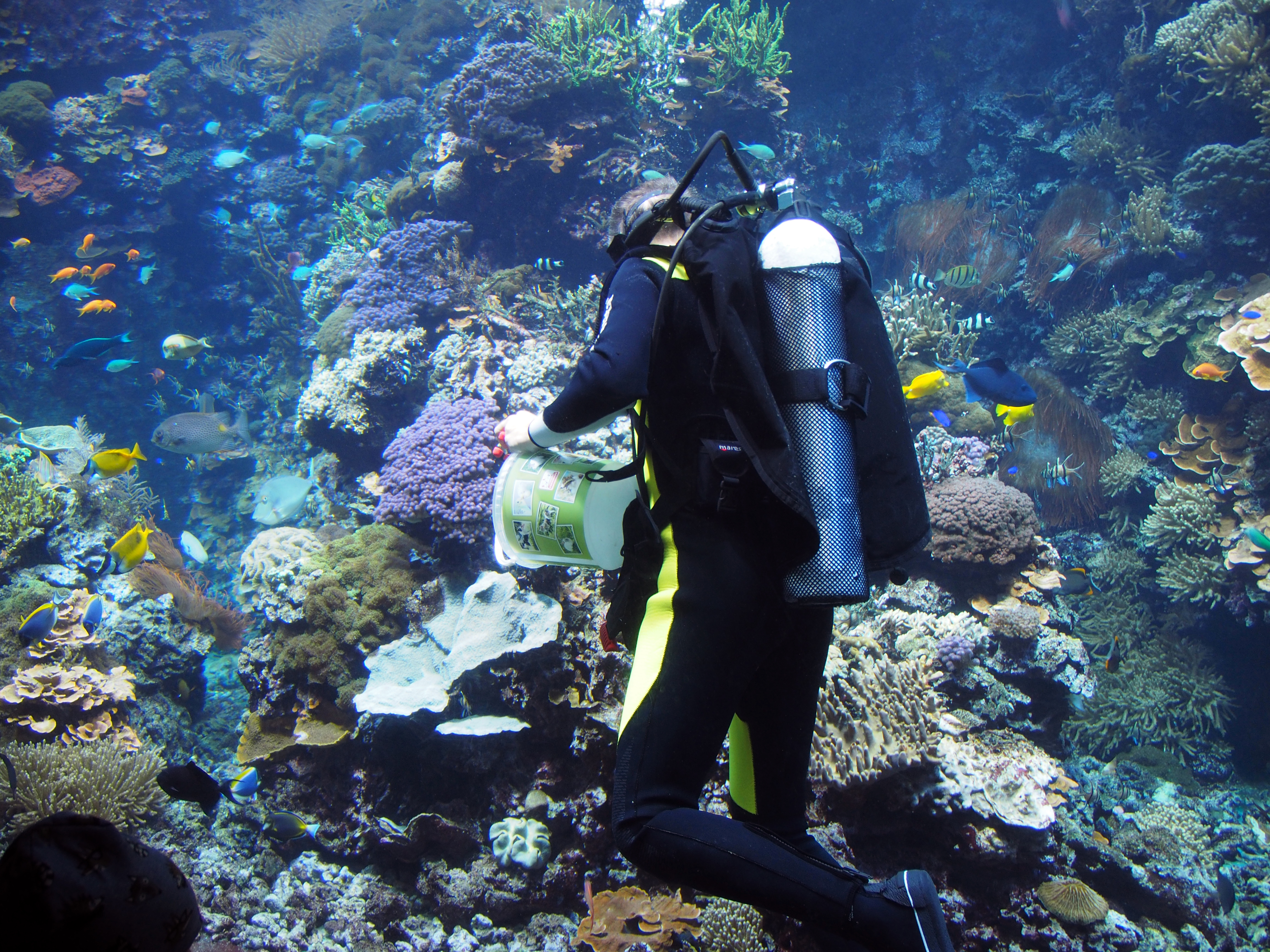
Das Korallenriff wird gereinigt

Korallenriffe gelten als Wiegen der Evolution. Tropische Korallenriffe sind der Lebensraum vieler Tierarten und somit ein maßgeblicher Faktor für die Artenvielfalt der Ozeane, wo neue Tiergattungen entstehen, die dann in andere Ökosysteme exportiert werden. Ein farbenprächtiges Korallenriff ist in der vierten Koje im Darwineum zu sehen.
In Koje fünf geht es darum, wie das Leben das Land eroberte. Zu sehen sind hier Schlammspringer, die als amphibisch lebende Fische auf ihren stark verdickten Brustflossen kriechen und sowohl an Land als auch im Wasser leben können.
Die sechste Koje befasst sich mit der Blütezeit der Dinosaurier. Einige Dinosaurierarten waren die größten Lebewesen, die die Erde je bevölkerten. Aus den kleineren entwickelten sich im Laufe der Evolution die Vögel und die ersten Tiere eroberten die Luft. Fast zeitgleich mit den Dinosauriern entwickeln sich erste Säugetiere – kleine Individuen von Mausgröße. In einem Terrarium in dieser Koje leben mit den Nashornleguanen und den Schwarzweißen Tejus überaus anpassungsfähige Echsenarten.

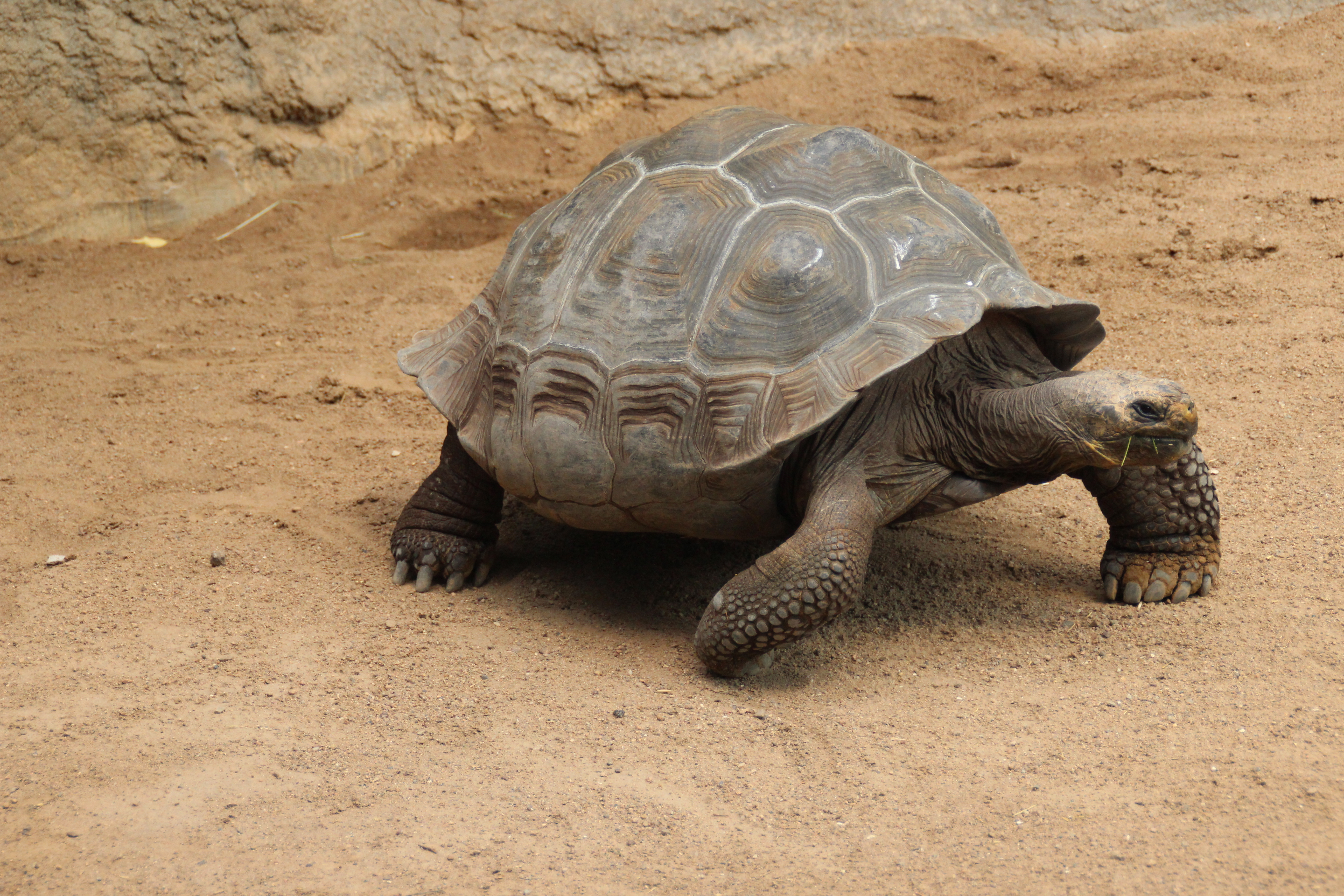
Schildkröte im Darwineum

Koevolution ist ein evolutionärer Prozess wechselseitiger Anpassung von zwei verschiedenen Arten im Verlauf ihrer Stammesgeschichte zum gegenseitigen Vorteil. Anfangs suchten einige Insektenarten ihre Nahrung auf Blütenpflanzen und verbreiteten dabei zufällig deren Pollen. Dieses Zusammenwirken trug maßgeblich zur Artenvielfalt auf der Erde bei. Zu sehen ist in der siebten Koje eine Kolonie Blattschneiderameisen.
Die achte Koje setzt sich mit der Entwicklung im Tertiär und Quartär auseinander. Den klimatischen Besonderheiten dieser Ära, an deren Ende die Eiszeit und das Aussterben des Mammuts standen, trotzten die Säuger aufgrund ihrer anatomischen Besonderheiten am besten. Zu sehen sind in dieser Koje Harris-Antilopenziesel und Eier legende Schnabeligel.

## Tropenhalle
In der 4000 Quadratmeter großen Tropenhalle leben die Gorillas und Orang-Utans in naturnah gestalteten Lebensräumen zusammen mit Gibbons, Faultieren und Zwergseidenäffchen. Von einer Hängebrücke aus oder über bodentiefe Scheiben haben Besucher Einblick in die Innenanlagen. Auf den Außenanlagen steht den Gorillas eine Fläche von 4500 Quadratmetern und den Orang-Utans eine Fläche von 3500 Quadratmetern zur Verfügung. Die Anlagen sind entsprechend den natürlichen Lebensverhältnissen der Menschenaffen umfassend bepflanzt und mit Sumpfoasen, Wasserläufen und Kletterlandschaften ausgestaltet.

Tropenhalle
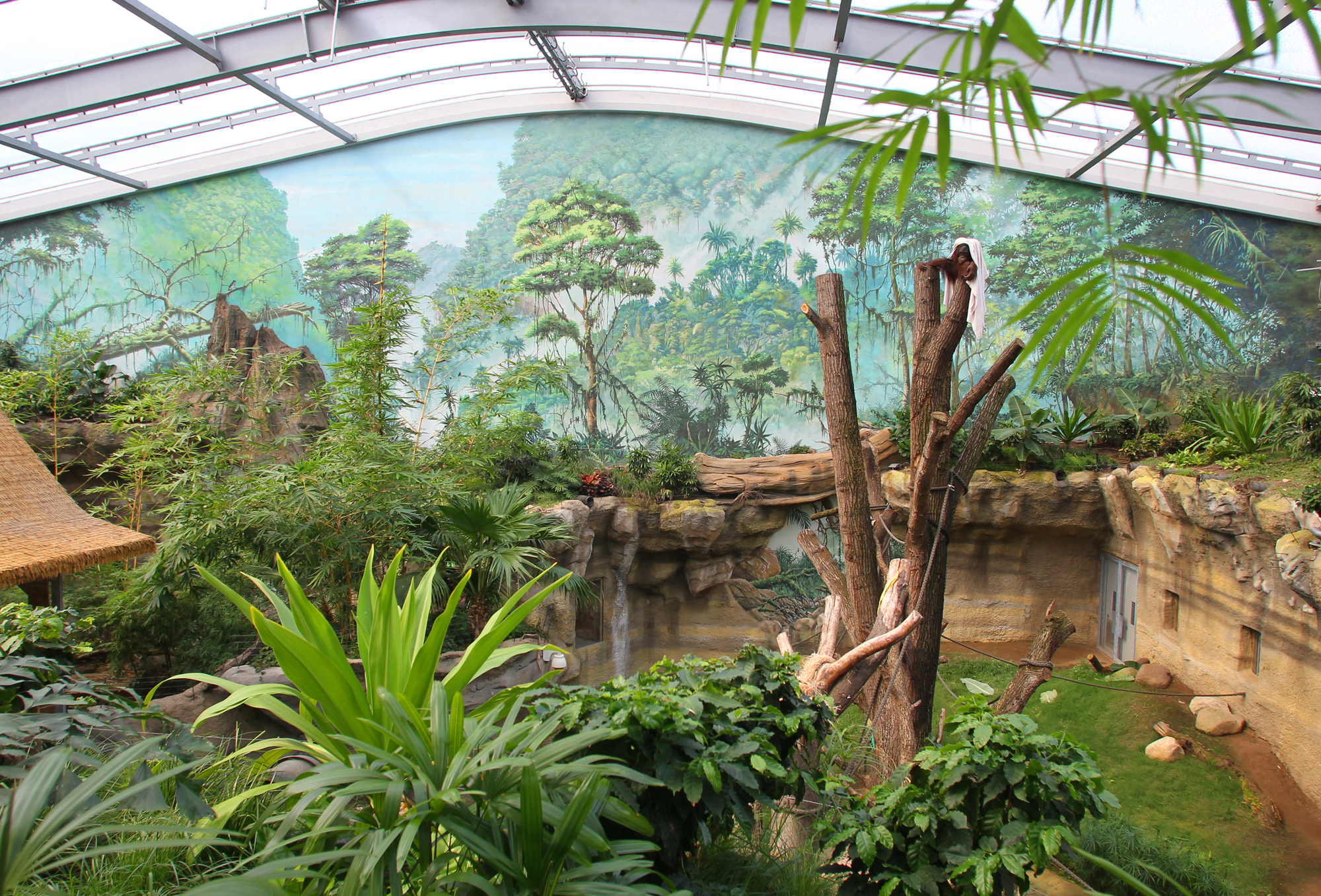
Tropenhalle im Darwineum
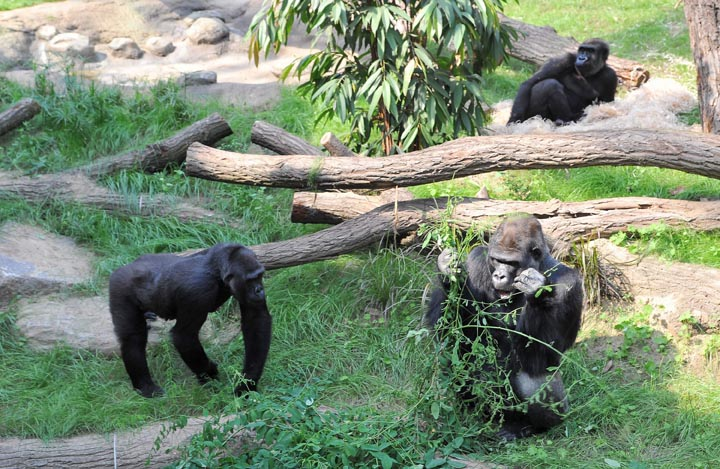
Gorillagruppe in der Tropenhalle
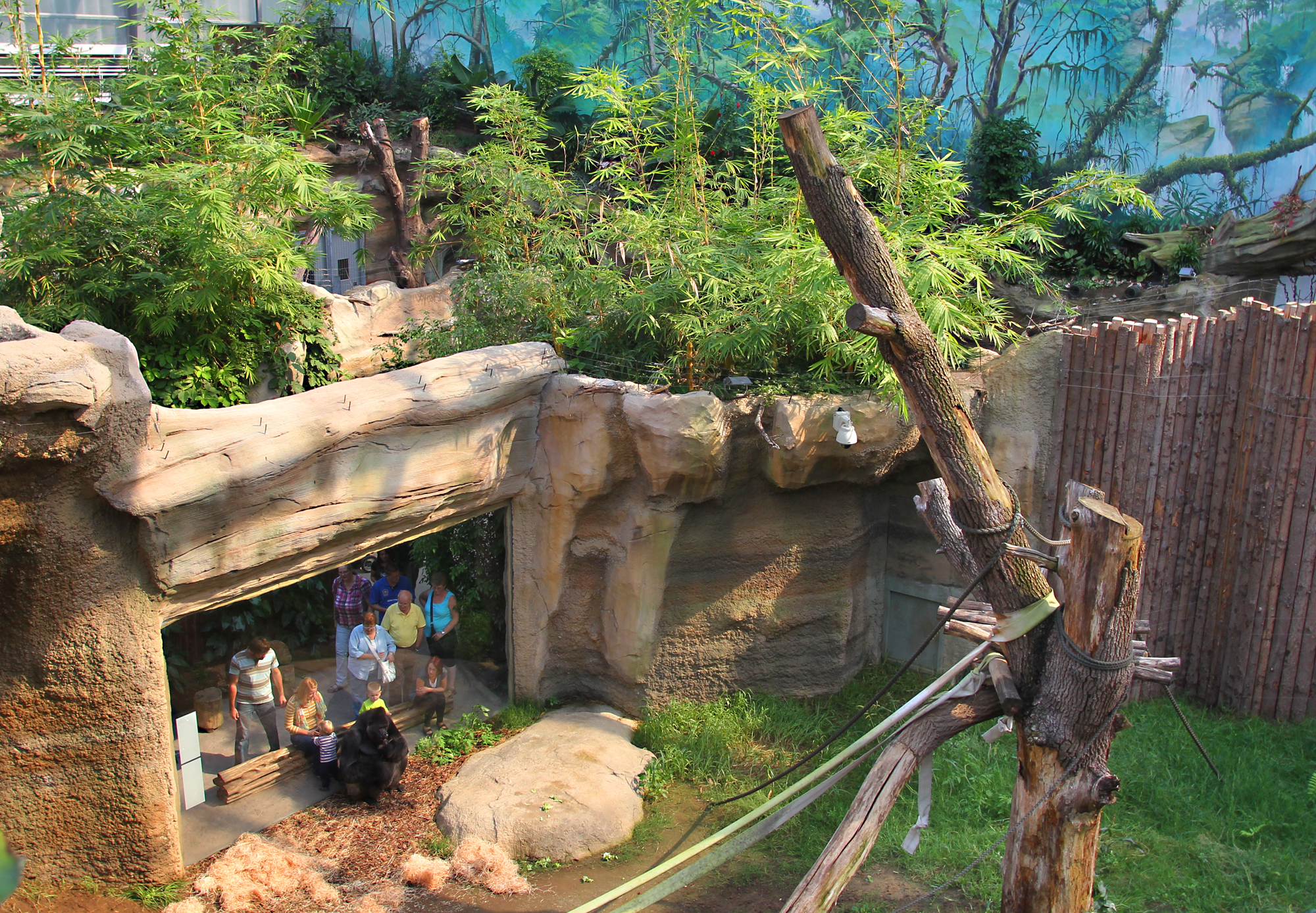
Tropenhalle
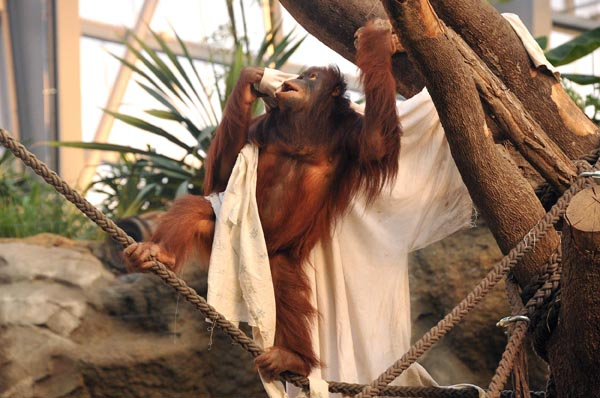
Orang-Utan in der Tropenhalle
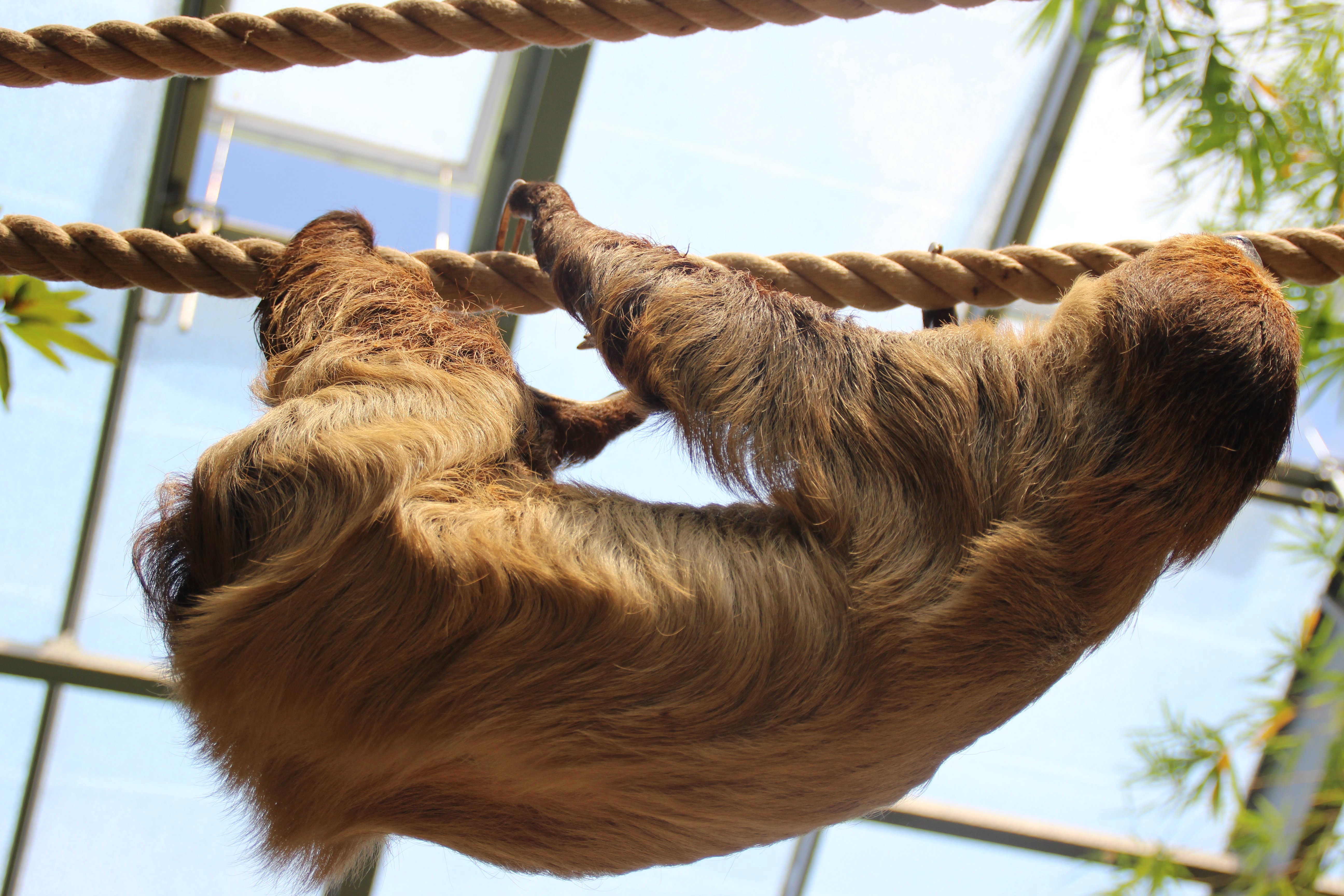
Faultier in der Tropenhalle

## Kulturelle Evolution
Der letzte Ausstellungsbereich im Darwineum befasst sich mit der kulturellen Evolution des Menschen – von der Benutzung der ersten Werkzeuge über die Entstehung von Sprache und Schrift bis hin zur Genforschung. Hier wird gezeigt, wie der Mensch geschickter und seine Fertigkeiten komplizierter wurden. Neben interaktiven Spielen sind auch hier mit Axolotl und Zebrabärblingen in zwei Aquarien Tiere zu sehen.

## Spendenaktion und Finanzierung
Das Darwineum war das größte Bauprojekt in der Geschichte des Rostocker Zoos. Von den Kosten in Höhe von 28,94 Millionen Euro stammten 22,94 Millionen Euro aus Fördermitteln des Ministeriums für Wirtschaft, Bau und Tourismus des Landes Mecklenburg-Vorpommern, 4,4 Millionen Euro aus Krediten, 1,45 Millionen Euro aus Spenden sowie 150.000 Euro aus Mitteln der Stadt Rostock. Die Spenden in Höhe von mehr als einer Million Euro wurden durch die Spendenaktion „Schaffen für die Affen“ zusammengetragen. Nach mehr als zehn Jahren Planung wurde das neue Zuhause der Menschenaffen im September 2012 eröffnet.